# Sumaterana
Sumaterana é um género de anfíbios da família Ranidae. É endémico da Indonésia.

## Espécies
- Sumaterana crassiovis (Boulenger, 1920)
- Sumaterana dabulescens Arifin, Smart, Hertwig, Smith, Iskandar, and Haas, 2018
- Sumaterana montana Arifin, Smart, Hertwig, Smith, Iskandar, and Haas, 2018